# سد کاپتای
سد کاپتای (به لاتین: Kaptai Dam) یک سد خاکی و نیروگاه برقابی در بنگلادش است که در کپتای واقع شده‌است.